# Kuchnia libańska
Kuchnia libańska – regionalna kuchnia właściwa dla Libanu. Należy do kuchni bliskowschodnich. Charakteryzuje się łączeniem smaków, dużą ilością stosowanych warzyw i lekkością, jak również bazowaniem przede wszystkim na ziołach, jagnięcinie i aromatycznych sosach.

## Historia
Liban długo znajdował się pod panowaniem innych państw, co zaowocowało silnymi wpływami również w zakresie kulinariów. Funkcjonował jako fragment Imperium Osmańskiego przez około 400 lat. Potem zaznaczyły się w nim wpływy francuskie. Istotne pozostały również tradycje z dawnych czasów fenickich. Od Fenicjan w tradycji gotowania znalazły się ryż i daktyle, Turcy wprowadzili duże ilości jagnięciny, a Francuzi croissanty i karmelowe desery.
Z uwagi na dużą diasporę i smakową atrakcyjność kuchni libańskiej restauracje z kuchnią tego kraju znajdują się w większości dużych miast świata, także w Polsce.

## Przystawki
Danie w libańskich restauracjach składa się najczęściej z kilkunastu (nawet do trzydziestu) zimnych i ciepłych przystawek podawanych na raz, do których serwuje się placki, chlebki lub tortille. 
Sztandarową przystawką (mezze) jest hummus uchodzący w Libanie za jeden z najlepszych. Jest nieodzownym dodatkiem do większości posiłków, a spożywa się go maczając w nim chlebki pita. Inną często spożywana pastą jest ghanoush (nazywany też mutabal) przygotowywana z mocno opalonego bakłażanu o dymnym aromacie, pasty sezamowej, oliwy, soku cytrynowego, czosnku, cebuli, mięty i kminu rzymskiego. 

## Dania główne
Na co dzień mieszkańcy Libanu jedzą najczęściej trzydaniowy posiłek składający się z sałatki, zupy i dania głównego.
Narodowym daniem mieszkańców Libanu jest kibbeh nayi, czyli odmiana tatara z surowego mięsa jagnięcego (czasem koziego) podawany z kaszą bulgur, orzeszkami piniowymi, oliwą z pitą i czosnkowym sosem jogurtowym. Często spożywane są też szaszłyki mięsne oraz kofta (pieczone, dość płaskie kotleciki wołowe lub baranie). Daniem zaliczanym czasami do przystawek jest falafel (smażone kulki lub kotleciki z przyprawionej ciecierzycy bądź bobu z sezamem).

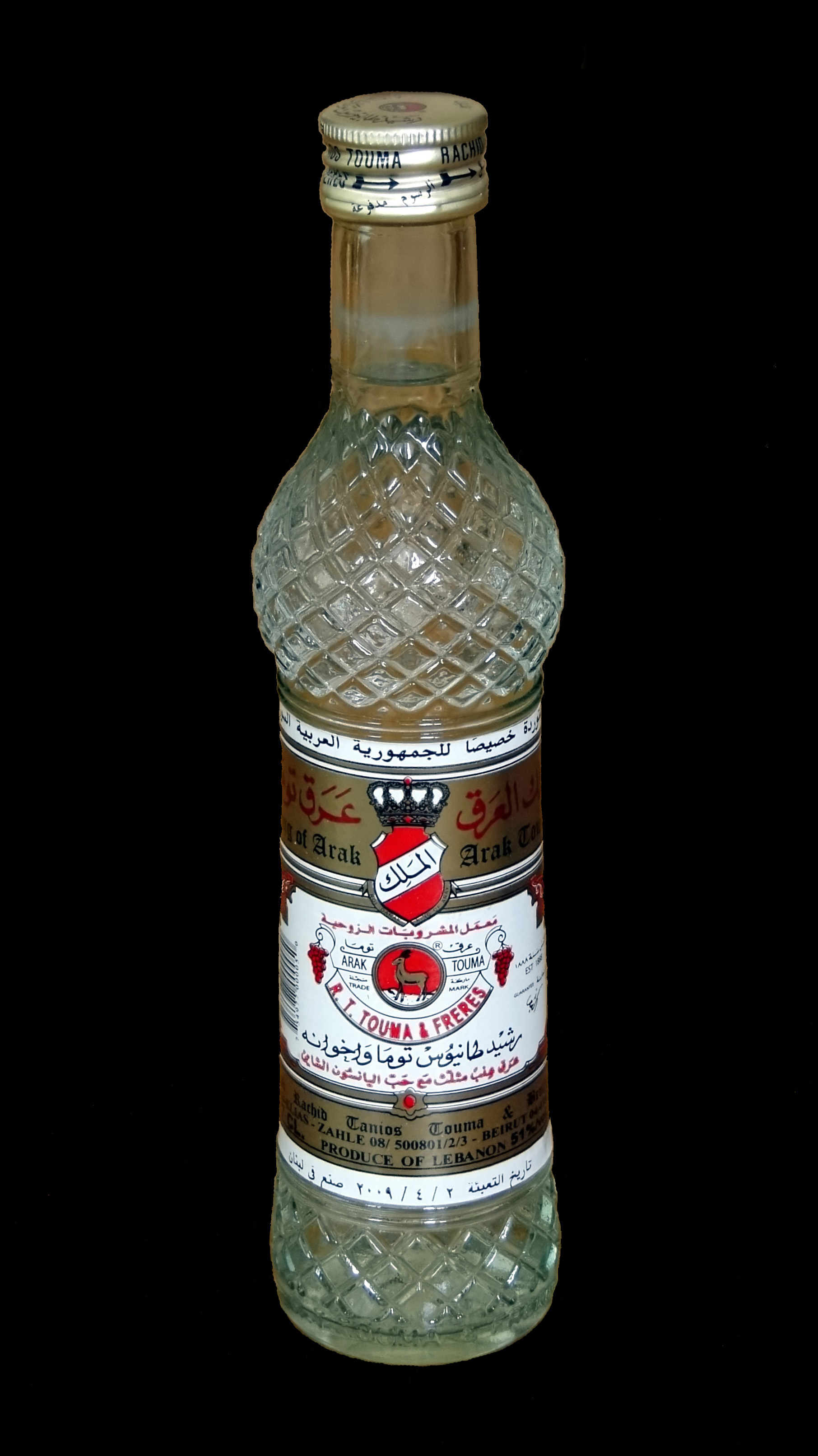
Arak libański

Popularne są też sałatki, zwłaszcza fattoush (warzywna) i tabbouleh (z kaszą bulgur), a także mieszanka przypraw zatar.

## Desery
Do popularnych deserów należą: baklawa (przygotowuje się ją z ciasta listkowego filo przełożonego warstwami pokrojonych orzechów z cukrem lub miodem). Jada się również wiele orzechów (zwłaszcza prażonych w karmelu), daktyli oraz ciastek.

## Napoje
Najpopularniejszym napojem alkoholowym jest arak. Często serwuje się herbatę z dużą ilością mięty, cynamonu i kardamonu.